# Гастон фон Хаулін-Егерсберг
Гастон фон Хаулін-Егерсберг (нім. Gaston von Chaulin-Egersberg; 20 листопада 1893, Вормс — 30 грудня 1974, Герфорд) — німецький офіцер, генерал-лейтенант люфтваффе (1 грудня 1943).

## Біографія
6 березня 1913 року вступив в 11-й польовий артилерійський полк. Учасник Першої світової війни, був поранений (7 вересня 1914). З жовтня 1915 року служив в зенітних частинах. 14 вересня 1919 року демобілізований, наступного дня вступив на службу в поліцію. З 15 лютого 1921 року — командир моторизованої транспортної частини поліції безпеки Дюссельдорфа. З 1 березня 1933 року — командир інспекції швидкого реагування поліції безпеки Дюссельдорфа, з 1 липня 1933 року — начальник відділу поліції. 15 квітня 1935 року призначений Германом Герінгом начальником автотранспортного училища прусської поліції в Берліні. 1 червня 1935 року переведений в люфтваффе і 1 жовтня 1935 року призначений командиром батареї 4-го зенітного полку (Дортмунд). З 1 жовтня 1936 року — командир 2-го дивізіону 24-го зенітного полку (Менден), з 15 листопада 1938 року — 24-го зенітного дивізіону (Ізерлон), з 22 серпня 1939 року — зенітної групи «Дюссельдорф». З 22 листопада 1941 року — командир 11-ї зенітної бригади, дислокованої в Північній Франції. З 1 лютого 1942 року — командир створеної в Кані 13-ї зенітної дивізії. З 2 липня 1942 року — інспектор, з 1 липня 1943 року — начальник автотранспортних частин люфтваффе. 11 листопада 1944 року переведений в резерв, потім офіцер для особливих доручень при різних командуваннях. З 6 квітня 1945 року — генерал люфтваффе при штабі групи армій «B». 16 квітня 1945 року взятий в полон американськими військами, звільнений 27 лютого 1947 року.

## Нагороди
- Залізний хрест 2-го і 1-го класу
- Почесний хрест ветерана війни з мечами
- Медаль «За вислугу років у Вермахті» 4-го, 3-го, 2-го і 1-го класу (25 років)
- Застібка до Залізного хреста 2-го і 1-го класу
- Хрест Воєнних заслуг 2-го і 1-го класу з мечами
- Нагрудний знак зенітної артилерії люфтваффе